# Escola bolonyesa

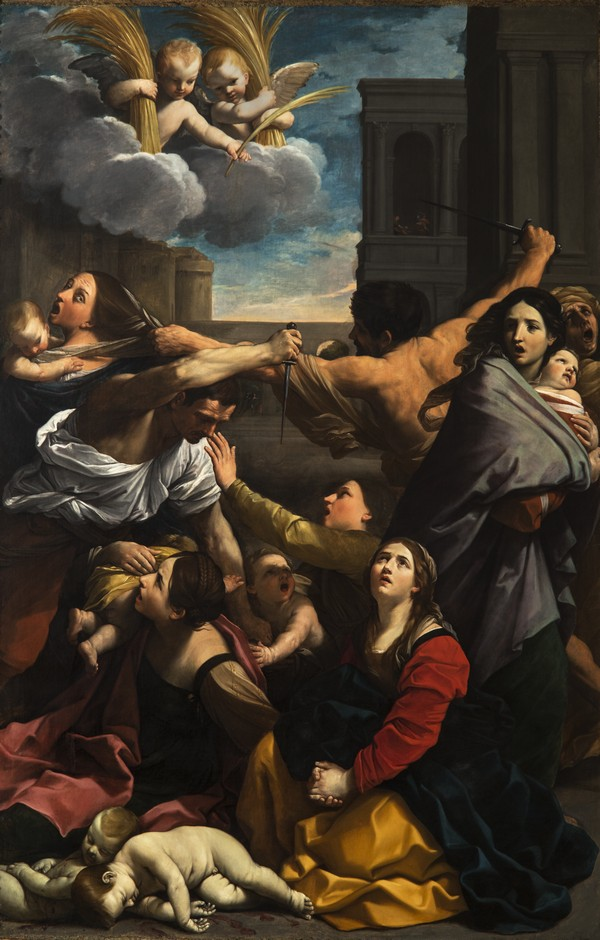
La Matança dels Innocents, de Guido Reni

L'Escola bolonyesa va ser una escola artística sorgida a Bolonya entre els segles xvi i xvii, i que aglutina a una sèrie d'artistes actius en aquesta ciutat, així com a Roma, Florència i altres ciutats italianes, rivalitzant amb aquestes com a centre de la pintura. Pertanyent al període del Barroc, s'emmarcava dins de l'estil anomenat Classicisme. L'escola es va formar al voltant de l'Accademia degli Incamminati, fundada per Ludovico Carracci i els seus cosins Agostino i Annibale. A més dels Carracci i els Incamminati, també inclou a altres prominents pintors del barroc com Domenichino, Lanfranco, Guercino i Guido Reni, entre d'altres.

## L'acadèmia dels Carracci
L'Accademia del Naturale -també coneguda per Accademia del Disegno- es va formar al taller dels Carracci, que pretenien renovar l'art del moment, predominantment manierista, estil que ells consideraven decadent. En la seva gestació va influenciar la publicació a 1582 d'un assaig teològic del llavors arquebisbe de Bolonya, Gabriele Paleotti, titulat Discurs sobre les imatges sacres i profanes (Discorso intorno alle immagini sacre i profane). Paleotti, seguint les directrius marcades per l'Església contrareformista, buscava un art religiós amb un llenguatge visual més clar i directe, instant els artistes a buscar una figuració senzilla i íntima de la bellesa, fundat en la imitació de la veritat i que fos fàcil d'entendre pel poble. L'Accademia dels Carracci buscarà plasmar en un estil pictòric concret les teories de Paleotti, sent un dels fundadors del corrent classicista, que va tenir àmplia difusió a Itàlia i també a França. Dins de l'Accademia, Ludovico va assumir les funcions directives i organitzatives, Agostino s'encarregava de les classes de perspectiva, arquitectura i anatomia, i Annibale de disseny i pintura.

## Estil
L'Escola bolonyesa pren les seves referències d'estils clàssics tant de l'antiguitat grecoromana com del Renaixement del primer Cinquecento; s'inspiren en Correggio i la pintura veneciana del segle xvi. El seu estil es basa en l'estudi de la veritat natural, de la realitat com a model, en el que seran paral·lels al naturalisme de Caravaggio, encara que d'una forma més estètica i idealitzada que no el cru realisme de l'artista milanès.
L'Acadèmia posava èmfasi en la formació tant pictòrica com intel·lectual, i deixava molta llibertat als seus alumnes, que eren considerats artistes amb plena autonomia creadora; eren lliures d'interpretar els temes al seu estil, recórrer a la tradició o innovar. El seu estudi es fonamentava en l'exercici diari del disseny, practicant qualsevol aspecte de la realitat, des del més humil objecte fins al més noble.
El classicisme bolonyès va tenir un important èxit a la Roma papal, rebent nombrosos encàrrecs de cardenals i membres de la noblesa romana. Els Incamminati tenien un ampli domini de la tècnica del fresc, pel que van ser els encarregats de decorar tant esglésies com palaus de la capital pontifícia. Solien treballar junts: per exemple, en la decoració del Palazzo Farnese van col·laborar amb Annibale Carracci Albani, Domenichino, Lanfranco i Badalocchio.

## Llista d'artistes de l'escola de Bolonya

### 1501-1600
- Amico Aspertini (1474-1552)
- Girolamo da Treviso (1497-1544)

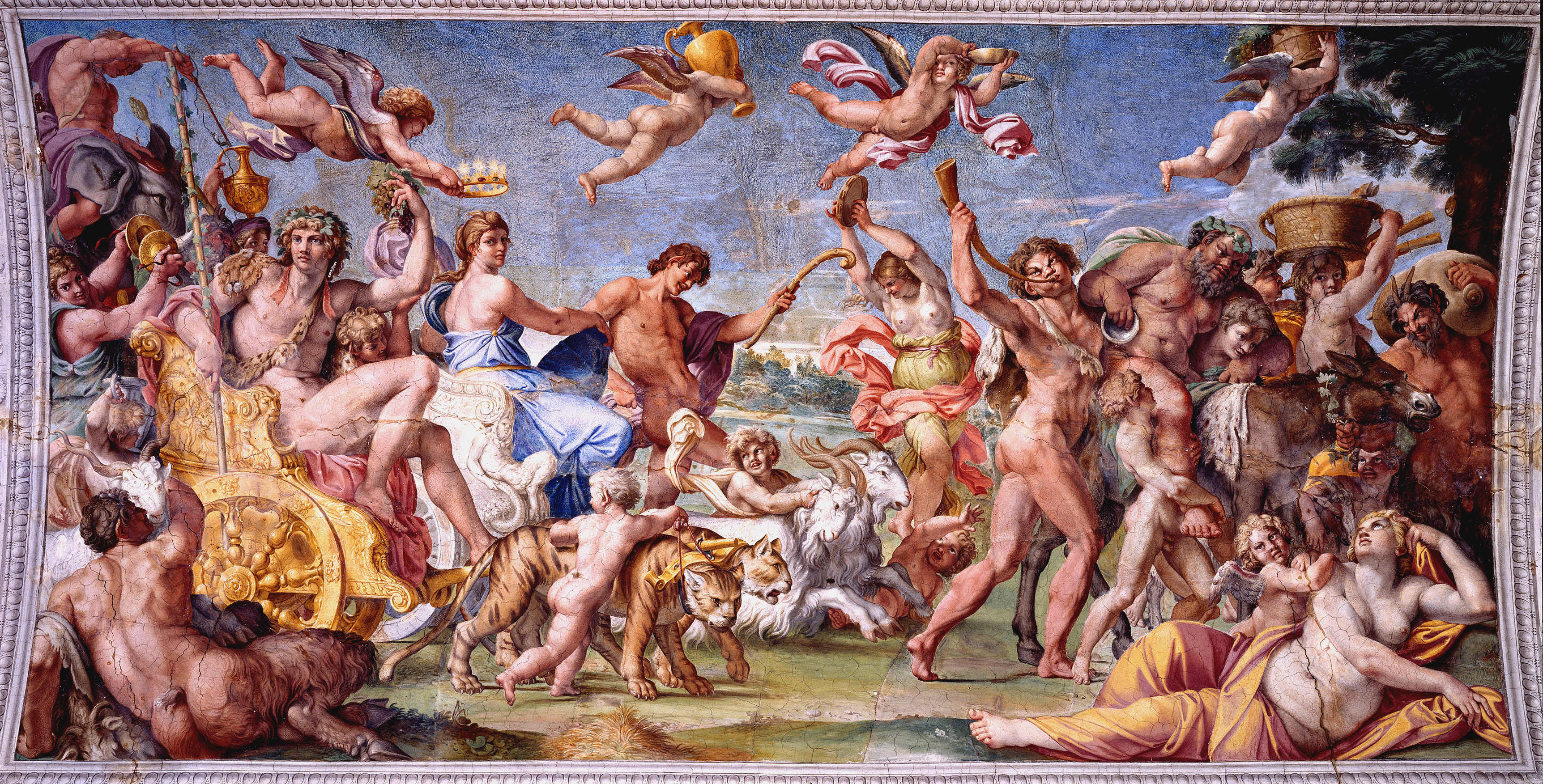
El triomf de Baco i Ariadna, d'Annibale Carracci

- Pier Maria Pennacchi (1464 - before 1516)
- Girolamo da Carpi
- Denys Calvaert
- Pietro Faccini (1552-1614)
- Prospero Fontana (1512-1597)
- Lavinia Fontana (1552-1614)
- Giovanni Francesco Bezzi (Nosadella) (1530-1571)
- Bartolomeo Passerotti (1529-1592)
- Bartolomeo Cesi (1556-1629)
- Annibale Carracci (1560-1609)
- Ludovico Carracci (1555-1619)
- Agostino Carracci (1557-1602)
- Carlo Bononi (1569- c.1632)
- Sisto Badalocchio (1581-c.1647)
- Camillo Procaccini

### 1601-1650
- Angelo Michele Toni
- Benedetto Gennari
- Guido Reni (1575-1642)
- Domenichino (1581-1641)
- Francesco Albani (1578-1660)

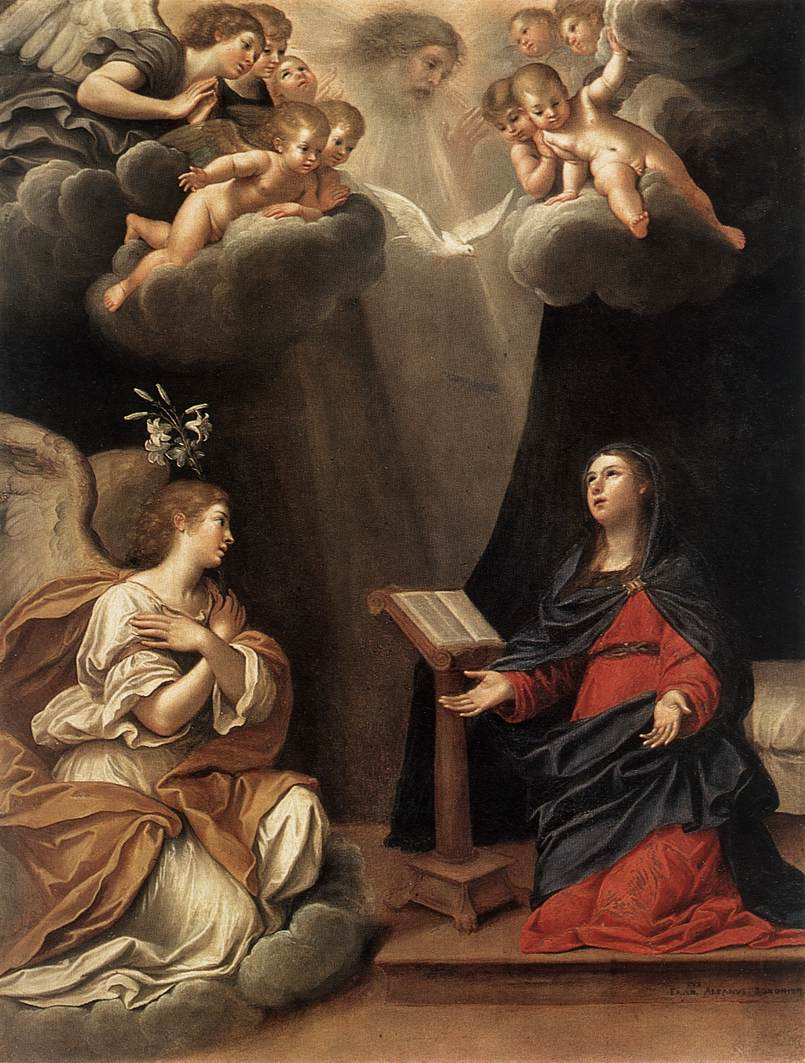
Anunciació, de Francesco Albani

- Giovanni Francesco Barbieri (Guercino) (1591-1666)
- Lionello Spada
- Lucio Massari
- Francesco Brizio
- Giacomo Cavedone
- Bartolomeo Schedoni
- Francesco Gessi (1558-1649)
- Simone Cantarini (Il Pesarese) (1612-1648)
- Carlo Cignani (1628-1719)
- Giovanni Antonio Burrini
- Giovanni Gioseffo dal Sole
- Lorenzo Pasinelli (1629-1772)
- Elisabetta Sirani (1638-1665)
- Marcantonio Franceschini
- Guido Cagnacci (1601-1663)
- Giuseppe Mazza (escultor, 1653-1741)
- Lorenzo Garbieri (1580-1654)
- Domenico Maria Canuti (1620-1660)
- Angelo Michele Colonna (1604-1687)
- Agostino Mitelli (1609-1660).
- Enrico Haffner (1640-1702)
- Giovannni Maria Bibiena
- Giovan Giacomo Monti
- Giovanni Battista Viola
- Alessandro Tiarini
- Giovanni Andrea Donducci (il Mastelletta)

### 1650-1700 i després
- Giuseppe Maria Crespi (1665-1747)
- Ubaldo Gandolfi